# Схема Миньотта
Схема Миньотта — пороговая схема разделения секрета, построенная с использованием простых чисел. Позволяет разделить секрет (число) между {\displaystyle n} сторонами таким образом, что его смогут восстановить любые {\displaystyle k} участников, но {\displaystyle k-1} участников восстановить секрет уже не смогут. Схема основана на китайской теореме об остатках.

## История
Впервые схема была предложена в 1982 году французским учёным Морисом Миньоттом в качестве одного из вариантов использования {\displaystyle (k,n)}-пороговой схемы, описанной Ади Шамиром. Сам Шамир предлагал решение с применением интерполяции полинома на конечном поле, где секретом являлся сам полином. Миньотт же смог предоставить более простое решение, заложив в основу модулярный подход - секретом является некоторое число, а частичным секретом - его вычет по некоторому модулю. Доработанной схемой Миньотта является схема Асмута-Блума. В обеих схемах для восстановления секрета используется китайская теорема об остатках, формулировка которой определяет единственное решение (секрет).

## Схема разделения секрета

### Китайская теорема об остатках
В основе схемы лежит использование китайской теоремы об остатках, которая позволяет пользователям, имеющим некоторую долю секрета, восстановить сам секрет, причём единственным образом. Существует несколько версий теоремы, назовём следующую общей:
Пусть {\displaystyle k\geqslant 2,m_{1},\dots ,m_{k}\geqslant 2,b_{1},\dots ,b_{k}\in \mathbb {Z} }. Тогда система уравнений
{\displaystyle {\begin{cases}x\equiv b_{1}\mod m_{1}\\\vdots \\x\equiv b_{k}\mod m_{k}\end{cases}}} 
имеет решения в {\displaystyle \mathbb {Z} } тогда и только тогда, когда {\displaystyle b_{i}\equiv b_{j}\mod (m_{i},m_{j})\forall 1\leqslant i,j\leqslant k}. Более того, если приведенная система имеет решения в {\displaystyle \mathbb {Z} }, она имеет единственное решение в {\displaystyle \mathbb {Z} _{[m_{1},\dots ,m_{k}]},[m_{1},\dots ,m_{k}]} определяет наименьшее общее кратное {\displaystyle m_{1},\dots ,m_{k}}.
В случае, если {\displaystyle (m_{i},m_{j})=1\forall 1\leqslant i<j\leqslant k}, китайскую теорему об остатках называют стандартной.

### Пороговые схемы разделения секрета
Допустим, имеется n пользователей, пронумерованных от {\displaystyle 1} до {\displaystyle n}, и набор групп{\displaystyle {\mathcal {A}}\subseteq P({1,2,\dots ,n})}, где {\displaystyle P({1,2,\dots ,n})} - все подгруппы группы {\displaystyle \{1,2,\dots ,n\}}. Фактически, {\displaystyle {\mathcal {A}}}-схема разделения секрета – это метод генерации секретов {\displaystyle (S,(I_{1},\dots ,I_{n}))} таких, что:
- (корректность) Для любого {\displaystyle A\in {\mathcal {A}}}, проблема нахождения {\displaystyle S} при наличии всех {\displaystyle I} «простая»
- (безопасность) Для любого {\displaystyle A\in P({1,2,\dots ,n})\setminus {\mathcal {A}}}, проблема нахождения {\displaystyle S} является «труднообрабатываемой»

{\displaystyle {\mathcal {A}}} будем называть структурой доступа, {\displaystyle S} – секретом, а {\displaystyle I_{1},\dots ,I_{n}} – тенями {\displaystyle S}. Наборы элементов из{\displaystyle A}назовём группами авторизации. В идеальной схеме разделения секрета тени любой группы, не являющейся группой авторизации, не даёт информации (с точки зрения теории информации) о секрете. Доказано, что в любой идеальной схеме разделения секрета размер каждой из теней должен быть не меньше размера самого секрета. Естественным является условие о том, что структура доступа {\displaystyle {\mathcal {A}}} должна быть монотонной, то есть:
{\displaystyle (\forall B\in P(\{1,2,\dots ,n\}))((\exists A\in {\mathcal {A}})(A\subseteq B)\Rightarrow B\in {\mathcal {A}})}. Любая структура доступа {\displaystyle {\mathcal {A}}} хорошо описывается с помощью минимального набора групп авторизации: {\displaystyle {\mathcal {A}}_{min}=\{A\in {\mathcal {A}}\mid (\forall B\in {\mathcal {A}}\setminus \{A\})(\neg B\subseteq A)\}}. Можно описать и структуру доступа, не обладающую свойствами авторизации: {\displaystyle {\bar {\mathcal {A}}}=P(\{1,2,\dots ,n\})\setminus {\mathcal {A}}}. Её хорошо описывает максимальный набор групп "неавторизации":{\displaystyle {\bar {\mathcal {A}}}_{max}=\{A\in {\bar {\mathcal {A}}}\mid (\forall B\in {\bar {\mathcal {A}}}\setminus \{A\})(\neg A\subseteq B)\}}
В первых схемах разделения секрета только количество участников являлось важным при восстановлении секрета. Такие схемы были названы пороговыми схемами разделения секрета.
Пусть {\displaystyle n\geqslant 2,2\leqslant k\leqslant n}, тогда структура доступа {\displaystyle {\mathcal {A}}=\{A\in P({1,2,\dots ,n})\mid |A|\geqslant k\}} называется {\displaystyle (k,n)}-пороговой структурой доступа. 
Стоит учесть также, что для {\displaystyle (k,n)}-пороговых структур доступа.: 
{\displaystyle {\bar {\mathcal {A}}}=\{A\in P(\{1,2,\dots ,n\})\mid |A|\leqslant k-1\}}
{\displaystyle {\mathcal {A}}_{min}=\{A\in P(\{1,2,\dots ,n\})\mid |A|=k\}}
{\displaystyle {\bar {\mathcal {A}}}_{max}=\{A\in P(\{1,2,\dots ,n\})\mid |A|=k-1\}}.
Все {\displaystyle A}-схемы разделения секрета также назовём {\displaystyle (k,n)}-пороговыми схемами разделения секрета.

### Последовательность Миньотта
Пороговая схема разделения секрета Миньотта использует специальные последовательности чисел, названные последовательностями Миньотта.
Пусть {\displaystyle n} – целое, {\displaystyle n\geqslant 2}, и {\displaystyle 2\leqslant k\leqslant n}. {\displaystyle (k,n)}-последовательность Миньотта – последовательность взаимно простых положительных {\displaystyle p_{1}<p_{2}<\dots <p_{n}} таких, что {\displaystyle \prod _{i=0}^{k-2}p_{n-i}<\prod _{i=1}^{k}p_{i}}
Последнее утверждение также равносильно следующему:
{\displaystyle \max _{1\leqslant i_{1}<\dots <i_{k-1}\leqslant n}(p_{i_{1}}\dots p_{i_{k-1}})<\min _{1\leqslant i_{1}<\dots <i_{k}\leqslant n}(p_{i_{1}}\dots p_{i_{k}})}

### Алгоритм
Имея открытый ключ-последовательность Миньотта, схема работает так:
1. Секрет {\displaystyle S} выбирается, как случайное число такое, что {\displaystyle \beta <S<\alpha }, где {\displaystyle \alpha =\prod _{i=1}^{k}p_{i},\beta =\prod _{i=0}^{k-2}p_{n-i}}. Другими словами, секрет должен находиться в промежутке между {\displaystyle p_{1}*p_{2}*\dots *p_{k}} и {\displaystyle p_{n-k+2}*\dots *p_{n}}
2. Доли вычисляются, как {\displaystyle I_{i}=S\mod p_{i}}, для всех {\displaystyle 1\leqslant i\leqslant n}
3. Имея {\displaystyle k} различных теней {\displaystyle I_{i_{1}},\dots ,I_{i_{k}}}, можно получить секрет {\displaystyle S}, используя стандартный вариант китайской теоремы об остатках – им будет единственное решение по модулю {\displaystyle p_{i_{1}}\dots p_{i_{k}}} системы:

{\displaystyle {\begin{cases}x\equiv I_{i_{1}}\mod p_{i_{1}}\\\vdots \\x\equiv I_{i_{k}}\mod p_{i_{k}}\end{cases}}}
Секретом является решение приведенной выше системы, более того, {\displaystyle S} лежит в пределах {\displaystyle Z_{{p_{i_{1}}},\dots ,p_{i_{k}}}}, т.к. {\displaystyle S<\alpha }. С другой стороны, имея всего {\displaystyle k-1} различных теней {\displaystyle I_{i_{1}},\dots ,I_{i_{k-1}}}, можно сказать, что {\displaystyle S\equiv x_{0}\mod p_{i_{1}}\dots p_{i_{k-1}}}, где {\displaystyle x_{0}} – единственное решение по модулю {\displaystyle p_{i_{1}}\dots p_{i_{k-1}}} исходной системы (в данном случае: {\displaystyle S>\beta \geqslant p_{i_{1}}\dots p_{i_{k-1}}>x_{0}}. Для того, чтобы получить приемлемый уровень безопасности, должны быть использованы {\displaystyle (k,n)} последовательности Миньотта с большим значением {\displaystyle {\dfrac {\alpha -\beta }{\beta }}}
Очевидно, что схема Миньотта не обладает значительной криптографической стойкостью, однако может оказаться удобной в приложениях, где компактность теней является решающим фактором.

### Пример
Допустим, необходимо разделить секрет между {\displaystyle n=6} пользователями так, чтобы любые {\displaystyle k=5} могли его восстановить. 
- Выбираем последовательность Миньотта {\displaystyle p_{1}=5,p_{2}=7,p_{3}=11,p_{4}=13,p_{5}=17,p_{6}=19}.
- Вычисляем для данной последовательности {\displaystyle \alpha =p_{1}*p_{2}*p_{3}*p_{4}*p_{5}=85085}, {\displaystyle \beta =p_{3}*p_{4}*p_{5}*p_{6}=46189}.
- Выбираем {\displaystyle S} такое, что {\displaystyle \beta <S<\alpha }, например, {\displaystyle S=50000}.
- Вычисляем доли: {\displaystyle I_{i}=S\mod p_{i}}: {\displaystyle I_{1}=50000\mod 5=0,I_{2}=50000\mod 7=6,I_{3}=50000\mod 11=5,I_{4}=50000\mod 13=2,I_{5}=50000\mod 17=3,I_{6}=50000\mod 19=11}
- Для восстановления секрета решим систему уравнений для {\displaystyle k} теней (предположим, секрет восстанавливают участники 1-5):

{\displaystyle {\begin{cases}x\equiv 0\mod 5\\x\equiv 6\mod 7\\x\equiv 5\mod 11\\x\equiv 2\mod 13\\x\equiv 3\mod 17\end{cases}}}. 
Из формулировки китайской теоремы об остатках знаем, что решение будет единственным.

## Модификации схемы Миньотта

### Обобщённая последовательность Миньотта
Для данной пороговой схемы элементы последовательности не обязательно являются взаимно простыми. 
Пусть {\displaystyle n} – целое, {\displaystyle n\geqslant 2,2\leqslant k\leqslant n}. Обобщённой {\displaystyle (k,n)}-последовательностью Миньотта называют такую последовательность {\displaystyle p_{1},\dots ,p_{n}} положительных целых чисел, что {\displaystyle \max _{1\leqslant i_{1}<\dots <i_{k-1}\leqslant n}([p_{i_{1}},\dots ,p_{i_{k-1}}])<\min _{1\leqslant i_{1}<\dots <i_{k}\leqslant n}([p_{i_{1}},\dots ,p_{i_{k}}])}.
Нетрудно видеть, что любая {\displaystyle (k,n)}-последовательность Миньотта является обобщённой {\displaystyle (k,n)}-последовательностью Миньотта. Более того, если умножить каждый элемент обобщённой последовательности на фиксированный элемент {\displaystyle \delta \in Z,(\delta ,p_{1},\dots ,p_{n})=1}, также получим обобщённую {\displaystyle (k,n)}-последовательность Миньотта.
Расширенная схема Миньотта работает так же, как и обыкновенная для {\displaystyle \alpha =\min _{1\leqslant i_{1}<\dots <i_{k}\leqslant n}([p_{i_{1}},\dots ,p_{i_{k}}])} и {\displaystyle \beta =\max _{1\leqslant i_{1}<\dots <i_{k-1}\leqslant n}([p_{i_{1}},\dots ,p_{i_{k-1}}])}.В данном случае для нахождения секрета необходимо использовать обобщённый вариант китайской теоремы об остатках.

### Взвешенное разделение секрета
Схема также может быть применена для реализации схемы со взвешенным разделением секрета. В равновесных схемах, которой и является классическая схема Миньотта, каждый участник получает тень одинаковой ценности. Однако, схему можно доработать так, чтобы участникам с тенью большего веса требовалось меньше других теней, нежели участникам с тенью меньшего веса.
Пусть {\displaystyle S(k,n,N,P)} - секрет, где {\displaystyle P=(p_{1},\dots ,p_{N})} - веса теней пользователей. Сгенерируем {\displaystyle (k,W)}-последовательность Миньотта, где {\displaystyle W=\sum _{i=1}^{n}p_{i}}. Тогда {\displaystyle P_{i}=[\{P_{j}^{\prime }\mid j\in P_{a_{j}}\}]\forall 1\leqslant i\leqslant N}, где {\displaystyle P_{a_{1}},\dots ,P_{a_{N}}} - произвольное разбиение множества {\displaystyle \{1,2,\dots ,W\}} такое, что {\displaystyle |P_{a_{i}}|=p_{i}\forall 1\leqslant i\leqslant N}
Можно заметить, что существует однозначное соответствие между размером и весом тени: например, бит — это тень весом 1, тень весом {\displaystyle p_{i}} будет весить {\displaystyle p_{i}*n} битов. Реализация схемы Миньотта со взвешенным разделением секрета не является целесообразной, так как генерация последовательности Миньотта и взвешенной пороговой структуры доступа является трудо- и ресурсоемкой задачей. Существуют более простые и эффективные схемы со взвешенным разделением секрета, в которых также устранена зависимость между весом и размером тени.

## Аналогичные схемы
- Схема Асмута-Блума[6], также основанная на китайской теореме об остатках, была впервые представлена в 1983 году. Основное отличие состоит в том, что вместо последовательности Миньотта, требующей генерации, необходимо выбрать простое число, связанную с ним последовательность из {\displaystyle n} взаимно простых чисел, а также некоторое случайное число, с помощью которого шифруется секрет, и уже на основе зашифрованного секрета вычисляются тени. В схема Асмута-Блума отсутствуют некоторые недостатки, присущие схеме Миньотта:

1. Нет ограничения на область, в которой можно выбирать секрет
2. Набор из менее, чем {\displaystyle k} теней пользователей не даёт никакой информации о секрете

- Существует несколько схем с разделением взвешенного секрета, основанных на схеме Миньотта. В качестве примера приведём схему, опубликованную в совместной работе Индианского университета и университета Пердью

1. Предполагаем, что раскрытый вес равен {\displaystyle w}, а {\displaystyle n}-длина используемых чисел в битах. Также полагаем, что {\displaystyle w<n}. Стоит отметить, что в реальных схемах {\displaystyle w\ll n}.
2. Секрет {\displaystyle S} в таком случае выберем длиной {\displaystyle w*n} битов (если он меньше, дополним его, например, путём повторения битов секрета или добавления случайных битов).
3. Для пользователя {\displaystyle U_{i}}, обладающего весом его доли {\displaystyle p_{i}}, выберем простое число {\displaystyle P_{i}} длиной {\displaystyle p_{i}*n} битов и такое, что {\displaystyle p_{i}<w}. Простые числа выбраны в данном случае для упрощения работы алгоритма, для корректной работы схемы достаточно выбора попарно взаимно простых чисел.
4. Вычислим {\displaystyle r_{i}=S\mod P_{i}} и определим долю пользователя {\displaystyle U_{i}}, как {\displaystyle s_{i}=\{(r_{i},p_{i})\}}.
5. При восстановлении секрета любой коллектив пользователей {\displaystyle U_{i_{1}},U_{i_{2}},\dots ,U_{i_{l}}} такой, что {\displaystyle p_{i_{1}}+p_{i_{2}}+\dots +p_{i_{l}}>w} может составить систему уравнений:

{\displaystyle {\begin{cases}S\equiv r_{i_{1}}\mod P_{i_{1}}\\S\equiv r_{i_{2}}\mod P_{i_{2}}\\\vdots \\S\equiv r_{i_{l}}\mod P_{i_{l}}\\\end{cases}}} и вычислить S, применив китайскую теорему об остатках. Так как размер {\displaystyle S} составляет {\displaystyle w*n} битов, размер произведения модулей {\displaystyle {\hat {P}}=P_{i_{1}}*P_{i_{2}}*\dots *P_{i_{n}}} состоит из, по меньшей мере, {\displaystyle (p_{i_{1}}+p_{i_{2}}+\dots +p_{i_{l}})*n-l}, можно видеть, что {\displaystyle {\hat {P}}>S}, пока {\displaystyle w<n}. Именно это позволяет вычислить секрет {\displaystyle S} единственным образом. Можно ослабить условие на сумму весов долей до {\displaystyle p_{i_{1}}+p_{i_{2}}+\dots +p_{i_{l}}\geqslant w}, тогда в случае {\displaystyle p_{i_{1}}+p_{i_{2}}+\dots +p_{i_{l}}=w} длина {\displaystyle {\hat {P}}} составляет, как минимум, {\displaystyle w*n-w+1}, поэтому необходимо ограничить {\displaystyle S} до {\displaystyle w*n-w} битов. Если же это невозможно, можно сохранить работоспособность схемы, введя дополнительный элемент, модуль которого {\displaystyle H_{P}} - наименьшее простое число из {\displaystyle w} битов, доля элемента - {\displaystyle H_{s}=S\mod H_{P}}. Этот элемент можно использовать, как дополнительное уравнение в приведенной выше системе, в таком случае {\displaystyle P_{i_{1}}*P_{i_{2}}*\dots *P_{i_{l}}*H_{P}>S}, поэтому секрет можно будет восстановить единственным образом. В данной схеме устранён один из главных недостатков обыкновенной схемы с разделением взвешенного секрета - любую долю {\displaystyle s_{i}} можно описать точкой {\displaystyle (r_{i},P_{i})}, причём эта точка не обладает зависимостью между собственным весом и размером.
Данную схему можно также изменить для работы с несколькими секретами. Допустим, необходимо разделить секреты {\displaystyle S_{1},\dots ,S_{k}}, каждый секрет состоит из {\displaystyle n} битов. Сложим секреты вместе, получив один секрет длиной {\displaystyle k*n} битов. Необходимо рассмотреть три случая:
1. {\displaystyle k<w}: Добавим случайных битов, до размера {\displaystyle w*n}
2. {\displaystyle k=w}: Ничего не делаем
3. {\displaystyle k>w}: Введём дополнительный элемент с весом {\displaystyle (k-w)}[5]

## Производительность схемы

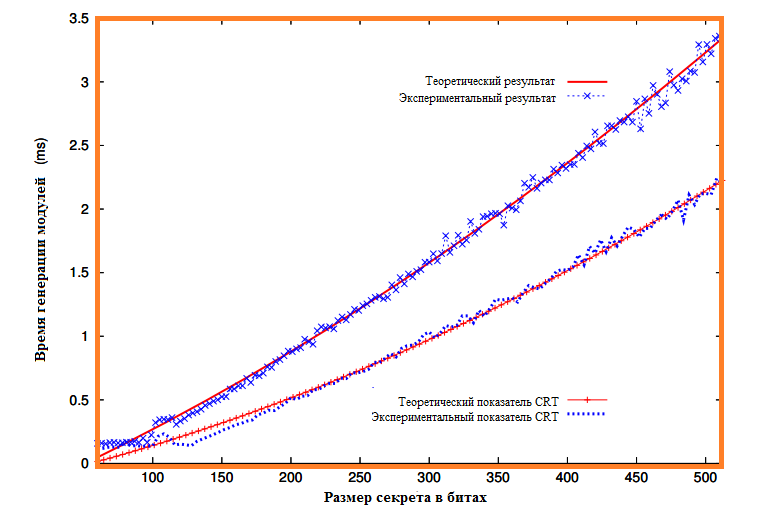
График производительности классической и доработанной схем Миньотта с долями равного веса.

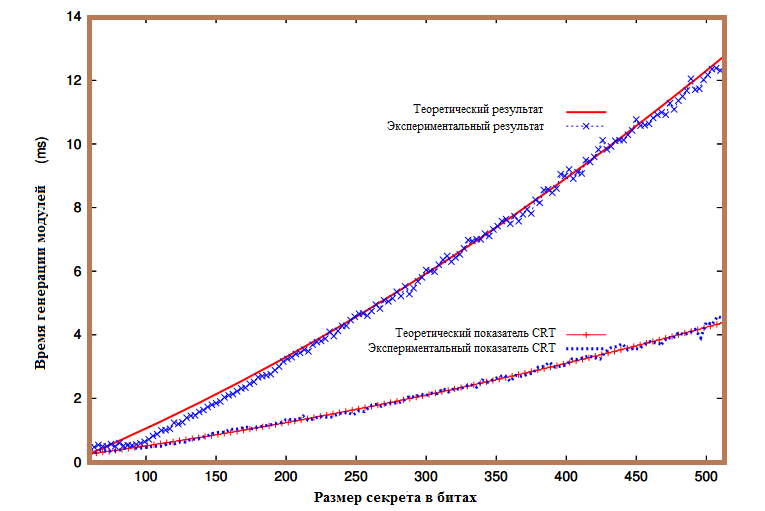
График производительности для долей разного веса.

Значительную часть времени выполнения схемы отнимает генерация последовательностей Миньотта и взаимно простых модулей. Допустим, имеются доли {\displaystyle s_{1},s_{2},\dots ,s_{N}} с весами {\displaystyle p_{1},p_{2},\dots ,p_{N}} соответственно. Общий вес долей составит {\displaystyle p_{1}+p_{2}+\dots +p_{N}=W}, вес, необходимый для раскрытия секрета - {\displaystyle w}, размер числа - {\displaystyle n} битов. 
- Генерация последовательности Миньотта состоит из нескольких этапов:

1. Генерация {\displaystyle W} попарно взаимно простых {\displaystyle P_{1},\dots ,P_{W}}. Преобладающей операцией является нахождение НОК, сложность её составляет {\displaystyle O(n^{2})}. Для каждого нового сгенерированного числа необходимо проверить, является ли оно попарно взаимно простым с каждый из предыдущих элементов, поэтому для генерации {\displaystyle W} попарно взаимно простых чисел сложность составляет {\displaystyle O(W^{2}n^{2})}.
2. Их сортировка, её сложность составляет {\displaystyle O(Wlog(W)n)}.
3. Проверка условия {\displaystyle \prod _{i=0}^{w-2}P_{W-i}<\prod _{j=1}^{w}P_{j}}. Сложность перемножения двух чисел длиной {\displaystyle l} битов и {\displaystyle v} битов составляет {\displaystyle O(lv)}. Сложность проверки составит {\displaystyle O(w^{2}n^{2})}.

Таким образом, общая сложность генерации последовательности Миньотта составляет {\displaystyle O(W^{2}n^{2})}.
- Для генерации модуля пользователю с весом {\displaystyle p_{i}} необходимо перемножить {\displaystyle p_{i}} чисел размера {\displaystyle n}. Сложность генерации {\displaystyle N} модулей составит {\displaystyle O((p_{1}-2)n^{2}+(p_{2}-1)n^{2}+\dots +(p_{N}-1)n^{2})=O((W-N)n^{2})}. Таким образом, общая сложность генерации модулей также составляет {\displaystyle O(W^{2}n^{2})}.

Схема не обладает хорошей производительностью, так как возможно модифицировать её и тем самым избавиться от необходимости генерации последовательностей Миньотта. На графиках приведены результаты анализа производительности схемы, основанной на схеме Миньотта со взвешенном разделением секрета и самой схемы. Для построения графика была выбрана {\displaystyle (4,15)}-пороговая схема с одним секретом, {\displaystyle p_{i}=1} и {\displaystyle {\hat {p}}=(1,2,3,\dots ,1,2,3)} соответственно.

## Недостатки схемы
- Не обладает криптографической стойкостью, так как даже неполное множество пользователей может предоставить некоторую информацию о секрете.
- Не является простой в принципиальном плане или при реализации. Генерация последовательностей Миньотта и пороговых структур доступа является трудным и ресурсоемким процессом.
- Существует ограничение на область значений, в которой можно выбирать секрет:{\displaystyle S} должен находится в промежутке между {\displaystyle p_{1}*p_{2}*\dots *p_{k}} и {\displaystyle p_{n-k+2}*\dots *p_{n}}. Знание этого факта также даёт дополнительную информацию злоумышленнику.
- Для обеспечение хорошей криптостойкости необходима генерация больших значений {\displaystyle {\dfrac {\alpha -\beta }{\beta }}}, что также является ресурсоемкой задачей.
- Злоумышленник может обмануть пользователей схемы, подменив секрет.

### Схемы поведения злоумышленников

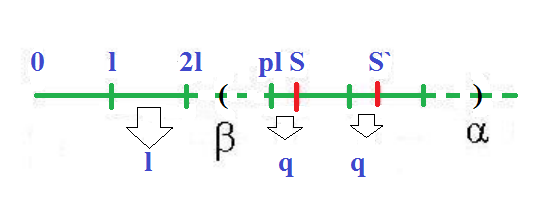
выбор

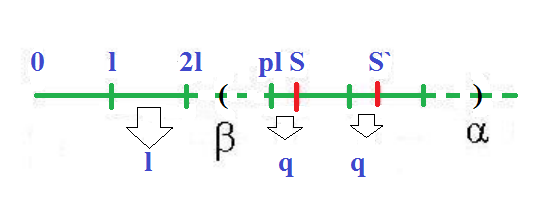
выбор

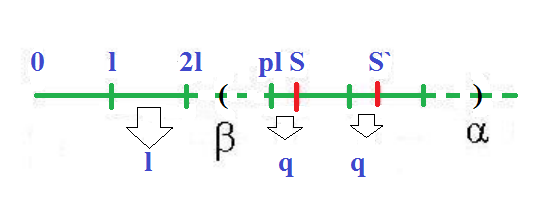
выбор

Можно выделить две схемы, описывающих поведение злоумышленников в пороговых схемах: модель CDV, в которой злоумышленники знают секрет и пытаются передать другим участникам ложные данные, и модель OKS, в которой злоумышленники не знают секрета заранее. В обыкновенной схеме Миньотта один злоумышленник всегда может обмануть {\displaystyle k-1} пользователей в модели CDV и с большой вероятностью - в модели OKS. Допустим, участники {\displaystyle i_{1},i_{2},\dots ,i_{k}} разделили секрет, и пользователь {\displaystyle i_{1}} решает сжульничать. Следовательно, он должен изменить свою тень {\displaystyle I_{i_{1}}} на {\displaystyle I_{i_{1}}^{\prime }} так, чтобы {\displaystyle S^{\prime }\neq S,S\in (\beta ,\alpha )}. Пусть {\displaystyle l=p_{i_{2}}p_{i_{3}}\dots p_{i_{k}},r=p_{i_{1}}p_{i_{2}}\dots p_{i_{k}}\Rightarrow S=pl+q,p\in \mathbf {Z} _{b_{1}},q\in \mathbf {Z} _{I}}. Используя китайскую теорему об остатках, получим {\displaystyle S\mod l=S^{\prime }\mod l=q}, то есть, {\displaystyle S^{\prime }} представим в виде {\displaystyle p^{\prime }l+q}. Так как последовательность Миньотта {\displaystyle p_{1},\dots ,p_{k}} известна, можно найти {\displaystyle l}. Можно выбрать {\displaystyle p^{\prime }=p\pm 1}, откуда {\displaystyle I_{i_{1}}^{\prime }=(I_{i_{1}}\pm l)\mod p_{i_{1}}\Rightarrow S^{\prime }=(p\pm 1)l+q=(S\pm l)\mod r}
В модели CDV злоумышленник знает секрет, поэтому используя выражение {\displaystyle S^{\prime }=(S\pm l)\mod r} он может удостовериться в том, что{\displaystyle S^{\prime }\in (\beta ,\alpha )} (рис.1), существование {\displaystyle S^{\prime }} гарантировано, если {\displaystyle k-1} участников не могут определить секрет. Следовательно, злоумышленник может обмануть участников схемы с вероятностью 1. Более того, в этой модели злоумышленник может контролировать значение {\displaystyle S^{\prime }}, вычисляя {\displaystyle q} напрямую из {\displaystyle S}: {\displaystyle I_{i_{1}}^{\prime }=S^{\prime }\mod p_{i_{1}}}, где {\displaystyle S^{\prime }=p^{\prime }l+q,p^{\prime }\in \mathbb {Z} _{\beta }:S^{\prime }\in (\beta ,\alpha )}
В модели OKS, так как злоумышленник не знает секрет, он не может проверить истинность неравенств {\displaystyle S-l<\beta } и {\displaystyle S+l>\alpha }. В таком случае он всегда может использовать {\displaystyle I_{i_{1}}^{\prime }=(I_{i_{1}}+l)\mod p_{1}}. Единственный вариант, при котором обман может быть раскрыт - {\displaystyle S+l>\alpha }, откуда {\displaystyle S^{\prime }=(S+l)\mod r<\beta }(рис.2) или {\displaystyle S^{\prime }=(S+l)\mod r>\alpha }(рис.3). Следовательно, вероятность успешного обмана составляет {\displaystyle 1-{\frac {1}{[{\frac {\alpha -\beta }{l}}]}}}

### Пример
Пусть {\displaystyle n=5,k=3,p_{1}=661,p_{2}=673,p_{3}=677,p_{4}=683,p_{5}=691\Rightarrow \alpha =301165481,\beta =471953}. Тогда для секрета {\displaystyle S=500000} будут сгенерированы тени {\displaystyle I_{1}=284,I_{2}=634,I_{3}=374,I_{4}=44,I_{5}=407}. Допустим, участники 1,2,3 объединили свои доли, и участник 1 хочет сжульничать. Тогда он вычисляет {\displaystyle p_{2}*p_{3}=455621} и изменяет свою долю так, что {\displaystyle I_{1}^{\prime }=(I_{1}+p_{2}p_{3})\mod p_{1}=476}. В таком случае, после решения системы уравнений 
{\displaystyle {\begin{cases}x\equiv 476\mod 661\\x\equiv 634\mod 673\\x\equiv 374\mod 677\end{cases}}} участники восстановят неверный секрет {\displaystyle S^{\prime }=(S+p_{2}p_{3})\mod p_{1}p_{2}p_{3}=955621}, также находящийся между {\displaystyle \alpha }и {\displaystyle \beta }. При этом пользователь 1 может получить настоящий секрет: {\displaystyle S=(S^{\prime }-p_{2}p_{3})\mod p_{1}p_{2}p_{3}=500000}

### Модификация схемы
Для того, чтобы избежать подобных махинаций, можно сделать следующее:
- Вводится дилер, генерирующий {\displaystyle (k,n)}-последовательность Миньотта {\displaystyle p_{1},p_{2},\dots ,p_{n}}. Также дилер генерирует {\displaystyle n} различных простых {\displaystyle m_{1},\dots ,m_{n}} таких, что:{\displaystyle {\frac {\alpha -\beta }{\beta \max _{1\leqslant i_{1}<\dots <i_{k-1}\leqslant n}(m_{i_{1}}*\dots *m_{i_{k-1}})}}} является достаточно большим. Секрет {\displaystyle S} выбирается так, что {\displaystyle \beta <S<\alpha }. Долями {\displaystyle I_{i}} являются {\displaystyle (S\mod p_{i},S\mod m_{i}p_{i},m_{i})}. Процесс восстановления секрета проходит так же, как и в стандартной схеме Миньотта. После того, как секрет {\displaystyle S^{\prime }} восстановлен, любой участник {\displaystyle i} может определить обман путём сравнения {\displaystyle S^{\prime }\mod m_{i}} с данными, переданными дилером. Таким образом, злоумышленник может обмануть участника {\displaystyle j} с вероятностью {\displaystyle {\frac {1}{m_{j}}}}[7]